# Organisme de bassin versant Lac-Saint-Jean

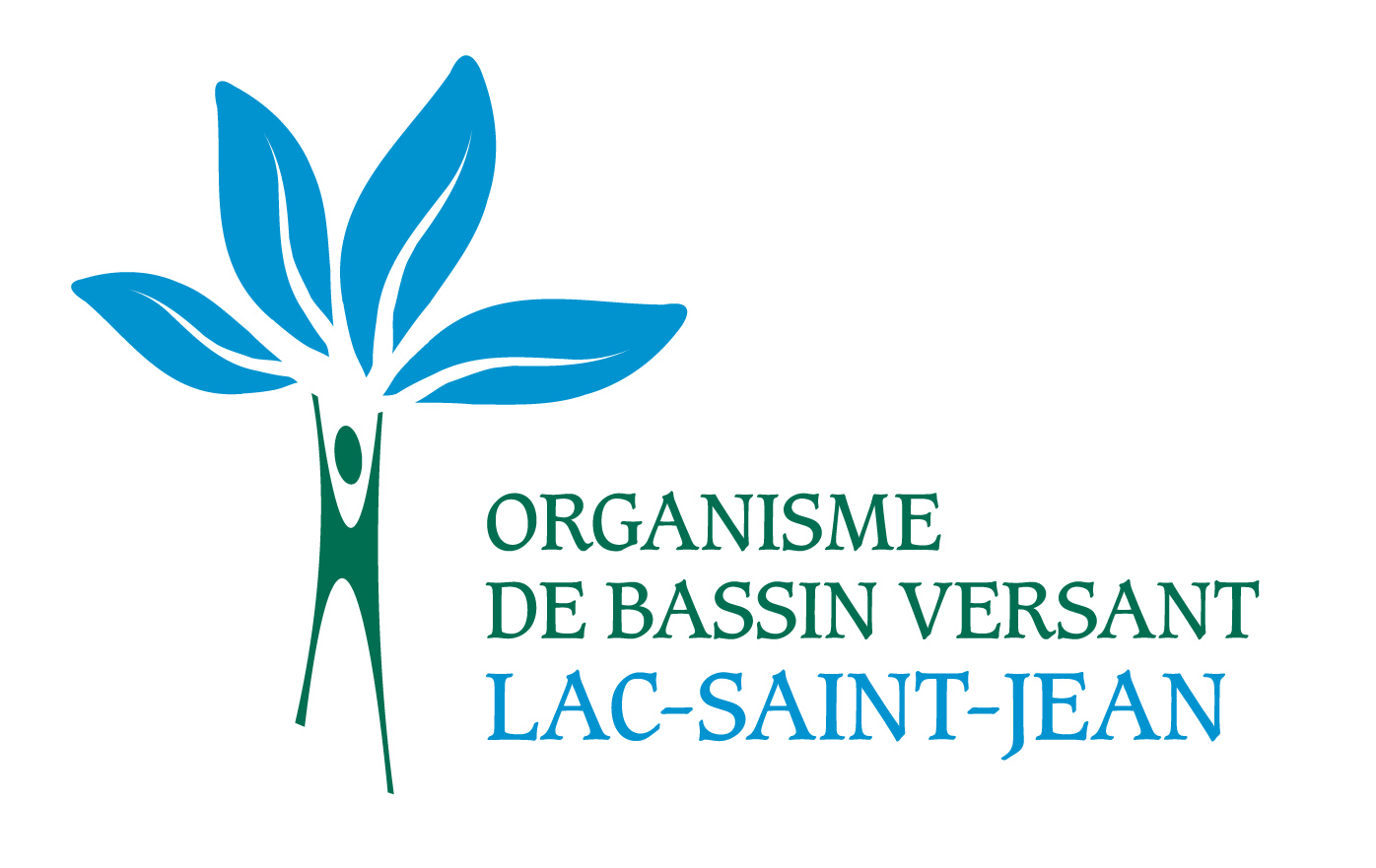
Logo de l'organisme

L’organisme de bassin versant (OBV) Lac-Saint-Jean est une table de concertation ayant pour mandat d’élaborer un plan directeur de l’eau et d’en assurer sa mise en œuvre. Le nouvel organisme est responsable de la gestion intégrée de l’eau de tous les bassins versants des affluents du lac Saint-Jean au Québec.

## Mise en contexte
En mars 2009, la ministre du Développement durable, de l’Environnement et des Parcs, Mme Line Beauchamp, a annoncé la création de 40 zones de gestion intégrée de l’eau par bassin versant afin d’étendre la mise en œuvre de la gestion intégrée de l’eau par bassin versant à tout le Québec méridional. Parmi celles-ci, la zone de gestion intégrée de l’eau par bassin versant Lac-Saint-Jean.  Elle a également accordé une somme supplémentaire de 15 millions de dollars pour les organismes de bassin versant.

## Composition de la table de concertation
Organisation membre
Par organisation membre, on entend tout organisme, regroupement, institution ou entreprise, intéressé à l’application de la gestion intégrée de l’eau par bassin versant, voulant participer de façon active et bénévole.Toute organisation membre doit avoir une existence légale et des activités sur le territoire du bassin versant Lac-Saint-Jean. L’organisation membre doit désigner un représentant dûment mandaté, par procuration ou par résolution. 
| Secteur       | Num | Type de siège                        | Membre                                               |
| ------------- | --- | ------------------------------------ | ---------------------------------------------------- |
| Municipal     | 1   | Siège de MRC                         | MRC le Domaine-du-Roy                                |
| Municipal     | 2   | Siège de MRC                         | MRC de Maria-Chapdelaine                             |
| Municipal     | 3   | Siège de MRC                         | MRC de Lac-Saint-Jean-Est                            |
| Municipal     | 4   | Siège de MRC                         | MRC le Fjord-du-Saguenay                             |
| Municipal     | 5   | Siège de MRC                         | MRC de la Jacques-Cartier                            |
| Municipal     | 6   | Siège de MRC                         | MRC de la Côte-de-Beaupré                            |
| Municipal     | 7   | Siège autochtone                     | Communauté autochtone de Mashteuiatsh                |
| Communautaire | 1   | Siège de la sous-zone Mistassini     | Riverains lac Saint-Jean 2000                        |
| Communautaire | 2   | Siège de la sous-zone Péribonka      | Riverains du chemin Hudon                            |
| Communautaire | 3   | Siège de la sous-zone Ashuapmushuan  | AGIR                                                 |
| Communautaire | 4   | Siège de la sous-zone Métabetchouane | Les amis(es) du lac des Commissaires secteur sud-est |
| Communautaire | 5   | Siège de zone                        | CREDD-02                                             |
| Communautaire | 6   | Siège de CBV                         | CBVRT                                                |
| Communautaire | 7   | Siège de CBV                         | CGRO                                                 |
| Communautaire | 8   | Siège de GISL                        | Groupe Naïades                                       |
| Économique    | 1   | Siège industriel                     | Abitibi-Bowater                                      |
| Économique    | 2   | Siège industriel et autre            | Vacant                                               |
| Économique    | 3   | Siège hydroélectricité               | Rio Tinto Alcan                                      |
| Économique    | 4   | Siège forestier (aménagement)        | Coopérative de solidarité rivière aux Saumons        |
| Économique    | 5   | Siège tourisme                       | Site touristique Chute à l'Ours                      |
| Économique    | 6   | Siège agricole                       | Groupe conseil agricole Lac-Saint-Jean-Est           |
| Économique    | 7   | Siège agroalimentaire                | Bergerie du Nord                                     |

Membre consultatif
Par membre consultatif, on entend tout organisme qui désire conseiller l'organisme et l’appuyer dans ses démarches. Ils ont le droit de donner leur avis, mais n’ont pas le droit de vote.
| Secteur     | Num | Type de siège      | Membre                                                                           |
| ----------- | --- | ------------------ | -------------------------------------------------------------------------------- |
| Consultatif | 1   | Membre consultatif | Conférence régionale des élus du Saguenay-Lac-Saint-Jean (CRÉ-02)                |
| Consultatif | 2   | Membre consultatif | Ministère du développement durable, de l’environnement et des parcs (MDDEP)      |
| Consultatif | 3   | Membre consultatif | Ministère de l’agriculture, des pêcheries et de l’alimentation (MAPAQ)           |
| Consultatif | 4   | Membre consultatif | Ministère des ressources naturelles et de la faune (MNRF)                        |
| Consultatif | 5   | Membre consultatif | Ministère des affaires municipales, régions et occupation du territoire (MAMROT) |
| Consultatif | 6   | Membre consultatif | Ministère de la sécurité publique (MSP)                                          |
| Consultatif | 7   | Membre consultatif | Agence de la santé et des services sociaux du Saguenay-Lac-Saint-Jean (ASSS)     |
| Consultatif | 8   | Membre consultatif | ZIP Saguenay                                                                     |
| Consultatif | 9   | Membre consultatif | Communauté autochtone Betsiamites                                                |
| Consultatif | 10  | Membre consultatif | Communauté autochtone Obedjiwan                                                  |
| Consultatif | 11  | Membre consultatif | Communauté autochtone Wemontaci                                                  |
| Consultatif | 12  | Membre consultatif | Organisme de bassin versant du Saguenay                                          |